# Heitor Villa-Lobos
Heitor Villa-Lobos (Rio de Janeiro, 4 marzo 1887 – Rio de Janeiro, 17 novembre 1959) è stato un compositore e polistrumentista brasiliano, esponente del modernismo.

## Biografia

### Giovinezza
Cominciò a suonare il violoncello e il clarinetto, per poi dedicarsi al sassofono e al pianoforte. Fu però un altro strumento a dargli il successo come compositore e innovatore: la chitarra. I suoi studi (quasi totalmente autodidattici) si basarono sul Clavicembalo ben temperato di Johann Sebastian Bach e sul trattato di composizione di Vincent d'Indy; per quanto riguarda invece la chitarra, studiò sui vari metodi scritti nell'Ottocento da Ferdinando Carulli, Fernando Sor, Emilio Pujol, Francisco Tárrega, Matteo Carcassi, Mauro Giuliani e Andrès Segovia
La sua carriera di concertista di violoncello lo portò ad esibirsi in tutto il Brasile; la svolta della musica cosiddetta moderna in Brasile si fa risalire alla Settimana dell'arte moderna del 1922, con grandi artisti capitanati da Villa-Lobos.
Fece diversi viaggi, mirati a ricerche sulla cultura brasiliana e sul patrimonio etnico: già dal 1905 affrontò viaggi nel nord-est del Paese e in Amazzonia.
Nel 1915 vinse una borsa di studio governativa per studiare a Parigi (1923-1930); anche il pianista Arthur Rubinstein lo segnalò per le sue capacità.
Nel 1918, partecipò ad una lezione del maestro Andrès Segovia, rinomato come il miglior chitarrista dell'epoca, e, una volta finita la lezione, il maestro Segovia chiese al giovane Villa-Lobos, di portargli l'anno seguente uno studio per chitarra. L'anno seguente, Villa-Lobos si presento con quelli che sono passati alla storia come Douze etudes. Segovia ne rimase stupito. Villa-Lobos quindi, tra il 1918 e il  1919 creò i 12 studi per chitarra, pubblicati poi ben quattro volte, prima a Parigi nel 1920, successivamente 1924, poi nel 1928 e poi nel 1953 a Rio. 
Nel 1922, al Theatro Municipal di Rio de Janeiro, avvenne la prima esecuzione assoluta della sua composizione Fantaisie de mouvements mixtes per violino e orchestra.

### Parigi
Arrivò a Parigi nel 1923, dopo aver scritto la Suite popolare brasiliana (composizione dove su un ritmo di danze europee costruiva il tipico linguaggio della musica carioca) per incontrare Andrés Segovia, che gli aveva chiesto uno studio per chitarra: Villa-Lobos si presentò con ben dodici studi, che entreranno nella storia della chitarra grazie al loro moderno approccio allo strumento. Per tutto l'Ottocento la composizione per chitarra si basava sui modelli pianistici, Villa-Lobos invece fu capace di sfruttare le sequenze più ardite tenendo conto delle posizioni delle dita sulla tastiera.
Segovia suonò soltanto tre dei dodici studi a lui dedicati.
In questo frangente di tempo ebbe modo di conoscere la coppia di connazionali Ismael ed Adalgisa Nery.
Nel 1929 avvenne la prima esecuzione assoluta nel Teatro Lírico di Rio de Janeiro di Cirandas, raccolta di 16 composizioni per pianoforte.

### Il rientro in Brasile
Molto amato in patria, dove è considerato eroe nazionale, venne paragonato come importanza a due compositori del secolo precedente: Fernando Sor e Mauro Giuliani. Il suo modo di comporre per la chitarra permise allo strumento una liricità e drammaticità ancora sconosciute a quei tempi, sfruttando le melodie e armonie tipiche della musica brasiliana a lui molto cara. Fece rientro in Brasile e continuò a scrivere musica influenzando diversi compositori della generazione seguente, fra i quali Radamés Gnattali, Stephen Dodgson, Mozart Camargo Guarnieri e Abel Carlevaro. Per i suoi meriti, venne designato "Sovrintendente all'istituzione musicale" non appena rientrato in Brasile.
Nel Theatro Municipal di Rio de Janeiro diresse delle sue composizioni: nel 1939 le prime esecuzioni assolute di Bachianas brasileiras n. 4 per pianoforte e dei nn. 1 e 3 di Ciclo brasileiro, quattro composizioni per pianoforte e nel 1942 le prime esecuzioni assolute di Suite III, di Choros n. 6 per orchestra, di Choros n. 9 per orchestra e di Choros n. 11 per pianoforte e orchestra, la ripresa di Bachianas brasileiras n. 4 per orchestra e la prima esecuzione di Rudepoema per orchestra.
Nel 1942 fondò il conservatorio di musica Canto orfeonico, e nel 1946 fondò l'accademia di musica dove fu direttore fino alla sua morte.
Nel 1953 diresse due concerti (Bachianas Brasileiras n. 8, O papagaio do moleque e Choros n. 9) al Teatro alla Scala di Milano.
Sempre nel 1953, pubblicò per la quarta volta, i dodici studi per chitarra.
Nel 1956 si tenne la prima esecuzione assoluta nella Symphony Hall di Boston della Sinfonia n. 11 di sua composizione diretta da Charles Münch.
Morì il 17 novembre del 1959 a Rio de Janeiro.

## Composizioni
- Suite popolare Brasilienne (1908-12) per chitarra sola
  - Mazurka-choro
  - Scottisch-choro
  - Valsa-choro
  - Gavotta-choro
  - Chorinho (aggiunto nel 1923)
  - Choros No 1
- Tristorosa per pianoforte (1910)
- Sestetto mistico per flauto, chitarra, oboe, arpa, celesta e sassofono (1917)
- Lenda do caboclo (1920)  musica vocale popolare
- Choros n. 1 (1917) per chitarra, dedicato a Ernesto Nazareth
- Choros n. 9 per orchestra (1929)
- Douze-etudes per chitarra (1929), dedicati ad Andrés Segovia
- Francette et Pià album per pianoforte, per bambini (1929)
- Bachianas brasileiras n. 1 (1932)
- Bachianas brasileiras n. 2 (1938 al Teatro La Fenice di Venezia diretta da Dimitri Mitropoulos[senza fonte])
- Bachianas brasileiras n. 3 per pianoforte e orchestra (1934)
- Bachianas brasileiras n. 4 per pianoforte (1930-40); trascritta per orchestra nel 1942
- Ave Maria per coro a cappella a quattro voci miste (1931)
- O papagaio do moleque (1932)
- Ciranda das sete notas per fagotto e orchestra d'archi (1933), dedicata a Mindinha
- Cinq Préludes per chitarra (1939/1940):
  - Prélude n. 1 - Homenagem ao sertanejo brasileiro - Melodia Lírica (Omaggio all'abitante del sertão brasiliano - Melodia lirica)
  - Prélude n. 2 - Homenagem ao Malandro Carioca - Melodia Capadócia - Melodia Capoeira (Omaggio al furfante di Rio - Melodia Capadócia - Melodia Capoeira)
  - Prélude n. 3 - Homenagem a Bach (Omaggio a Bach)
  - Prélude n. 4 - Homenagem ao Indio Brasileiro (Omaggio all'indio del Brasile)
  - Prélude n. 5 - Homenagem a vida social - «Aos rapazinhos e mocinhas fresquinhos que frequentam os concertos os teatros no Rio» (Omaggio alla vita sociale - «Ai ragazzi e ragazze con la puzza sotto al naso che frequentano i concerti e i teatri di Rio»
- Fantasia-Concerto per chitarra e piccola orchestra (1951)
- Canto orfeonico 2 voll.(1940-1950)
- Bachianas brasileiras n. 5 (1939)
- Bachianas brasileiras n. 6 (1945)
- Bachianas brasileiras n. 7 (1944)
- Bachianas brasileiras n. 8 (1947)
- Bachianas brasileiras n. 9 (1948)
- Fantasia for saxophone soprano and small orchestra (Rio, 1948)
- Concerto per armonica e orchestra (1955-1956)
- Distribuição de flôres per flauto e chitarra
- 12 sinfonie con cori su testi indigeni
- 16 poemi sinfonici
- 17 balletti
- 17 quartetti d'archi
- Green Mansions (Verdi dimore) colonna sonora del omonimo film di Hollywood (1959)
- 5 concerti per pianoforte e orchestra
- Concerto per arpa e orchestra
- Rudepoema
- 2 Concerti per violoncello e orchestra

### Opere teatrali
- Aglaia (1909), incorporata in Izhat
- Elisa (1910), incorporata in Izhat
- Comédia lírica em 3 atos (1911)
- Izaht (1914)
- Jesus (1918)
- Malazarte (1921)
- Magdalena, operetta (1947)
- Yerma (1955)
- La ragazza delle nuvole, operetta (1957-1958)